# Ufo (Club, Berlin)
Das Ufo (häufige Schreibweise: UFO) war der erste Acid-House-Club in Berlin. Er gilt als Pioniereinrichtung und Wegbereiter der Technoszene, wie sie sich während der Wendezeit entwickelte.
Zu den Resident DJs und Gästen des Clubs gehörten unter anderem Tanith, Jonzon, Rok, Dr. Motte, Mijk van Dijk, Celal Kurum, Discomo, der Würfler und der damals 13-jährige Kid Paul.

## Geschichte

### UFO
Der von den Techno-Aktivisten Achim Kohlberger und Dimitri Hegemann sowie der damaligen Geschichtsstudentin Carola Stoiber gegründete Ufo-Club eröffnete im Februar 1988 in West-Berlin und befand sich zunächst etwa eineinhalb Jahre lang in der Köpenicker Straße 6 in Kreuzberg, nahe dem U-Bahnhof Schlesisches Tor im Keller eines maroden Altbau-Wohnhauses, in dem eigentlich das dadaistische Fischbüro II residierte und unter der Woche der obige Raum als Büro für das neugegründete Label Interfisch genutzt wurde. Dimitri Hegemann hatte schon 1986 die DaDa Galerie mit dem Namen Fischbüro I in der Wrangelstraße 95 gegründet. Der durch eine Luke mit Leiter zugängliche und improvisatorisch eingerichtete Kellerraum wurde über eine Küche des Fischbüros betreten und bot bei einer Deckenhöhe von lediglich etwa 1,90 Meter Platz für rund 100 Personen.
1989 fand hier die Afterparty der ersten Loveparade statt.

### UFO 2
Nachdem der teils illegale Clubbetrieb von den Behörden entdeckt worden war, zogen die Betreiber kurz vor dem Mauerfall in eine ehemalige Penny-Markt-Filiale in der Großgörschenstraße in Schöneberg, wo der Club bis zur letzten Veranstaltung am 31. Dezember 1990 bestand.
Ufo-Partys fanden zwischenzeitlich auch an wechselnden Orten statt, die meist mit verdeckten Hinweisen in der samstäglichen Sendung The Big Beat des SFB-Jugendsenders Radio 4U von Monika Dietl bekanntgegeben wurden. Mittwochs etablierte Tanith ab Januar 1990 die regelmäßige Veranstaltung Cyberspace.
Nach der Schließung des Clubs 1990 eröffneten die Betreiber im darauffolgenden Jahr den Tresor, der heute als einer der weltweit bekanntesten Techno-Clubs gilt.